# Breonia fragifera
Breonia fragifera är en måreväxtart som beskrevs av René Paul Raymond Capuron och Sylvain G. Razafimandimbison. Breonia fragifera ingår i släktet Breonia och familjen måreväxter. Inga underarter finns listade i Catalogue of Life.